# Sylabariusz vai

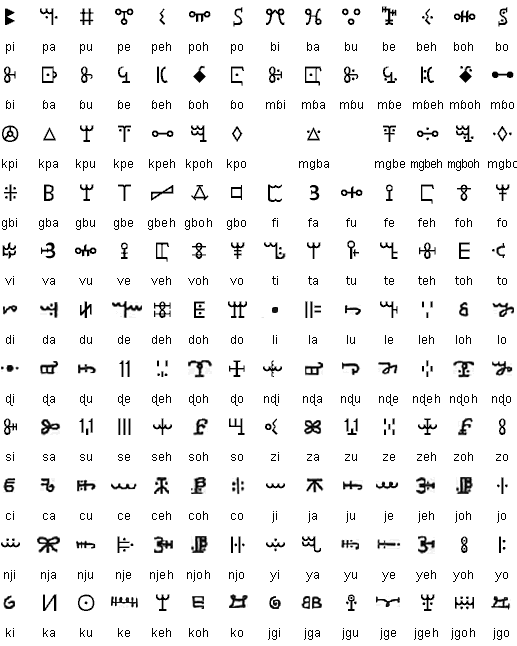
Część współczesnego sylabariusza vai

Sylabariusz vai – system pisma opracowany w pierwszej połowie XIX w. dla liberyjskiego języka vai przez Momolu Duwalu Bukele. Twierdził on, że inspiracją była dlań wizja senna. Sylabariusz ten dostosowany jest do fonetyki języka vai, w którym sylaby posiadają zawsze postać CV (spółgłoska plus samogłoska). Pismo to nadal pozostaje w użyciu, po wielu modyfikacjach, dodaniu znaków diakrytycznych i ujednoliceniu przez liberyjski Komitet Standaryzacyjny posiada 212 znaków.